# Latsai
 (novembre 2015).
Latsai est un des mots en basque désignant la paillasse. Les autres variantes de ce nom sont lastaida, lastaira, lastailla, lastuntzi et  lastamarragia.
Ce type de paillasse est un vaste sac de toile grossière rempli de paille (lasto) ou de feuilles d'épis de maïs. On l'a utilisé jusqu'il y a peu[Quand ?]. La paillasse « lit de mort » était brûlée pendant les obsèques, sur le chemin conduisant de la maison à l'église. Dans certains endroits on faisait cette opération, après la maison à la première croisée des chemins. Dans certains villages on brûlait la paillasse la nuit.
Pour les passants, les cendres de ce feu étaient annonces et signe, les invitant à prier pour le mort. Les obsèques achevées, une partie ou la totalité du cortège funèbre revenait à la maison du mort. On s'arrêtait où avait été fait ce feu, alors les participants se signaient et priaient pour le mort.   
Il y a des endroits où la coutume de brûler la paillasse n'existe pas, comme en Basse-Navarre et en Soule. Lorsque le cortège funèbre retourne à la maison, un voisin place une botte de paille devant l'entrée de la maison et y met le feu. Les participants se disposent tout autour et prient Pater, Ave et Requiem. Ils entrent ensuite pour y célébrer le banquet funéraire.

## Étymologie
Latsai signifie « paillasse » en basque. Le suffixe a désigne l'article : latsaia se traduit donc par « la paillasse ».